# Sabine Gross
Sabine Gross (* 1964 in Coburg) ist eine deutsche Politikerin (SPD). Bei der Landtagswahl in Bayern 2023 wurde sie in den Bayerischen Landtag gewählt. 

## Leben
Sabine Gross schloss den Schulbesuch 1984 mit dem Abitur am Gymnasium Alexandrinum Coburg ab. Von 1985 bis 1994 studierte sie Rechtswissenschaften an der Friedrich-Alexander-Universität Erlangen mit Referendariat am Oberlandesgericht Nürnberg-Fürth. Sie war zunächst weiter an der Universität tätig und erhielt 1995 ihre Anwaltszulassung. Anschließend arbeitete sie als Rechtsanwältin, zunächst bis 2001 im Angestelltenverhältnis. Sie eröffnete 2001 eine eigene Kanzlei, dort zusätzlich als Fachanwältin seit 2001 für Arbeitsrecht, seit 2005 für Sozialrecht und seit 2014 für Familienrecht.

## Partei und Politik
Der SPD gehört Gross seit 2014 an. Sie amtiert dort seit 2019 als stellvertretende Vorsitzende im Stadtverband Kronach und seit 2020 als stellvertretende Vorsitzende im Kreisverband Kronach.
Bei der Landtagswahl 2023 erhielt sie über die Wahlkreisliste im Wahlkreis Oberfranken ein Mandat im Stimmkreis Kronach, Lichtenfels. Seit 30. Oktober 2023 ist sie Mitglied des Bayerischen Landtages. Gross gehört dort dem Ausschuss für Wohnen, Bau und Verkehr an und ist Sprecherin ihrer Fraktion für diese Themengebiete.